# 鍋島直柔

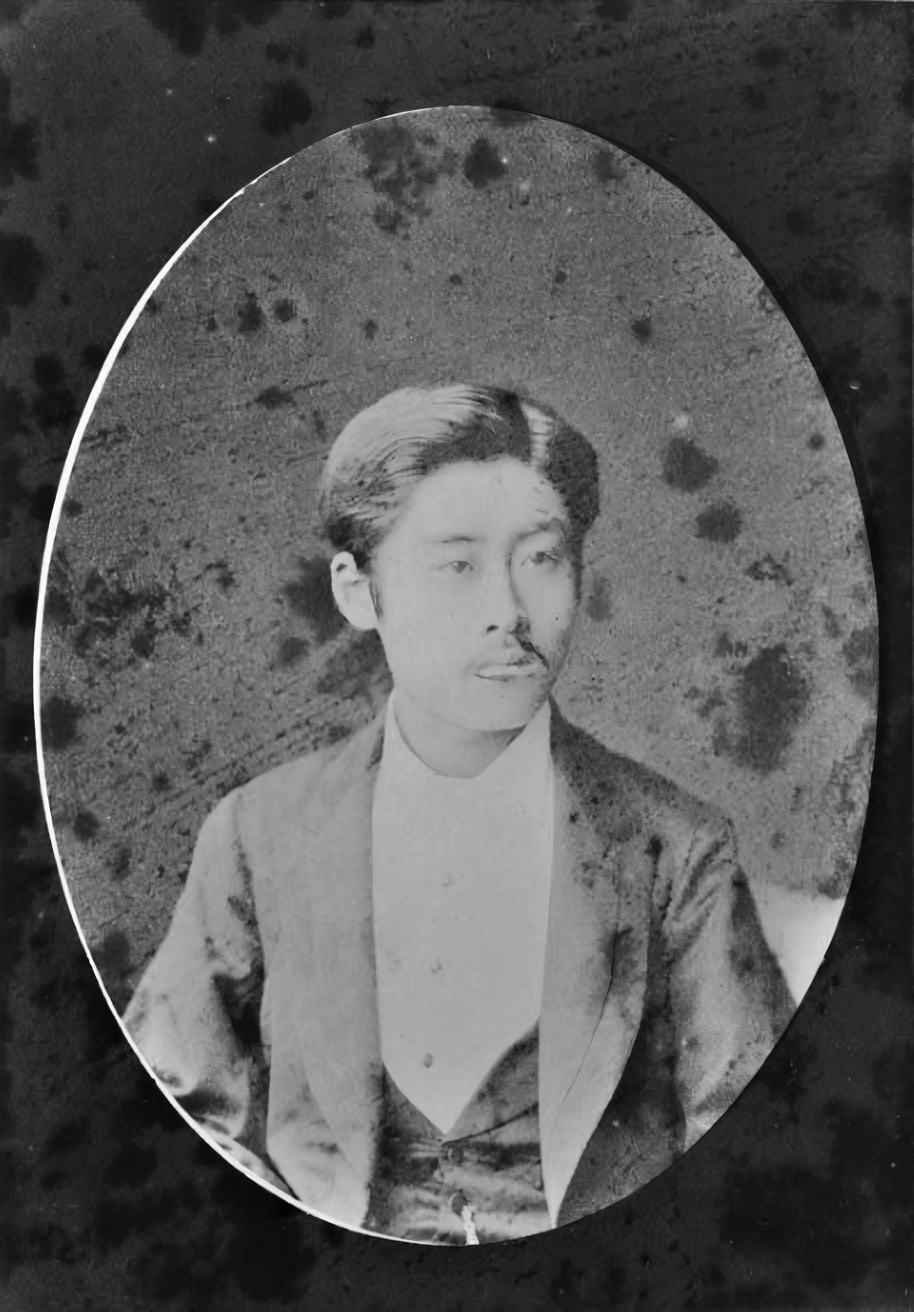
鍋島直柔（1880年頃）

鍋島 直柔（なべしま なおとう、1858年11月12日（安政5年10月7日） - 1910年（明治43年）2月7日）は、蓮池藩鍋島家第10代当主、貴族院議員。位階・勲等・爵位は正三位勲四等子爵。

## 経歴
佐賀藩主・鍋島直正の八男。肥前国生まれ。幼名は尚丸。1868年（明治元年）11月、鍋島直紀の婿養子となる。1870年5月、従五位に叙せられる。1871年11月、養父・直紀の隠居により家督を相続した。慶應義塾に入学した。1873年2月、明治政府からイギリス留学を許可された。当初、2年間の留学を予定していた。1884年（明治17年）7月8日、子爵を叙爵した。
日清戦争の役で軍資金を陸軍に寄附。1895年（明治28年）9月11日に補欠選挙で貴族院子爵議員に選出され、死去するまで在任した。

## 栄典
- 1884年（明治17年）7月8日 - 子爵[4]
- 1886年（明治19年）6月24日 - 木盃一組[5]
- 1887年（明治20年）12月26日 - 正五位[6]
- 1891年（明治24年）12月10日 - 木杯一個[7]
- 1892年（明治25年）7月5日 - 従四位[8]
- 1899年（明治32年）1月21日 - 木杯一個[9]
- 1900年（明治33年）
  - 5月15日 - 木杯一個[10]
  - 12月2日 - 木杯一組[11]
- 1905年（明治38年）2月4日 - 銀杯一個[12]
- 1906年（明治39年）4月1日 - 勲四等旭日小綬章[13]
- 1910年（明治43年）2月7日 - 正三位[14]

## 親族
- 父：鍋島直正（肥前国佐賀藩第10代藩主）
- 母：浅岡（村松矩欽の娘）
- 養父：鍋島直紀（肥前国蓮池藩第9代藩主）
- 兄：鍋島直大（肥前国佐賀藩第11代藩主、侯爵）
- 兄：鍋島直虎（肥前国小城藩第11代藩主、子爵）
- 妻：鍋島輝子（鍋島直紀の長女）
  - 長男：鍋島直和（蓮池鍋島家第11代当主、子爵） ‐ 岳父に伯爵松平直亮
  - 次男：堀田正恒（旧姓名は鍋島直言、佐倉藩堀田家第11代当主、伯爵） ‐ 六男は徳川義宣（徳川家養子）、娘婿に小佐野賢治。
  - 長女：教子（鍋島貞次郎の妻）
  - 三男：葉室直躬（葉室家第36代当主、伯爵）
  - 次女：文子（三島弥彦の妻）